# NGC 5832
NGC 5832 este o galaxie spirală situată în constelația Ursa Mică. A fost descoperită în 16 martie 1785 de către William Herschel. Se află la o distanță de 12,65 megaparseci de Pământ.